# Campeonato Mundial de Atletismo de 2007 - Lançamento de disco feminino
O lançamento de disco feminino no Campeonato Mundial de Atletismo de 2007 foi realizada no Estádio Nagai, em Osaka, no Japão, entre os dias 27 a 29 de agosto de 2007.

## Recordes
Antes desta competição, os recordes mundiais e do campeonato nesta prova eram os seguintes:
| Tipo                  | Atleta           | Distância | Local          | Data                 |
| --------------------- | ---------------- | --------- | -------------- | -------------------- |
|                       | Gabriele Reinsch | 76,80     | Neubrandenburg | 9 de julho de 1988   |
| Recorde do campeonato | Martina Hellmann | 71,62     | Roma           | 31 de agosto de 1987 |

## Medalhistas
| Ouro                  | Prata                 | Bronze               |
| Franka Dietzsch (GER) | Yarelis Barrios (CUB) | Nicoleta Grasu (ROM) |

## Calendário
Todos os horários estão no horário local (UTC+9)
| Data         | Horário | Fase         |
| ------------ | ------- | ------------ |
| 27 de agosto | 10:00   | Qualificação |
| 29 de agosto | 19:45   | Final        |

## Resultados

### Qualificação
Qualificação: 61,50 m (Q) ou as 12 melhores performances (q).
Grupo A
| Pos. | Atleta            | Nacionalidade  | 1     | 2     | 3     | Marca | Notas |
| ---- | ----------------- | -------------- | ----- | ----- | ----- | ----- | ----- |
| 1    | Franka Dietzsch   | Alemanha       | 65.17 |       |       | 65.17 | Q     |
| 2    | Nicoleta Grasu    | Roménia        | X     | 64.26 |       | 64.26 | Q     |
| 3    | Yarelis Barrios   | Cuba           | 63.44 |       |       | 63.44 | Q,    |
| 4    | Iryna Yatchenko   | Bielorrússia   | 63.44 |       |       | 63.44 | Q     |
| 5    | Ma Xuejun         | China          | 51.67 | 59.62 | 60.89 | 60.89 | q     |
| 6    | Dani Samuels      | Austrália      | 54.47 | 60.44 | 57.97 | 60.44 |       |
| 7    | Song Aimin        | China          | 60.10 | X     | 57.98 | 60.10 |       |
| 8    | Kateryna Karsak   | Ucrânia        | 59.46 | X     | X     | 59.46 |       |
| 9    | Wioletta Potepa   | Polónia        | X     | 59.20 | X     | 59.20 |       |
| 10   | Anna Söderberg    | Suécia         | 56.56 | 57.96 | 58.65 | 58.65 |       |
| 11   | Becky Breisch     | Estados Unidos | X     | 54.55 | 58.42 | 58.42 |       |
| 12   | Dragana Tomašević | Sérvia         | 57.85 | 56.96 | 57.96 | 57.96 |       |
| 13   | Cecilia Barnes    | Estados Unidos | 53.02 | X     | X     | 53.02 |       |
| 14   | Tereapii Tapoki   | Ilhas Cook     | 50.35 | 48.37 | 48.32 | 50.35 |       |

Grupo B
| Pos. | Atleta                    | Nacionalidade  | 1     | 2     | 3     | Marca | Notas |
| ---- | ------------------------- | -------------- | ----- | ----- | ----- | ----- | ----- |
| 1    | Joanna Wisniewska         | Polónia        | 63.13 |       |       | 63.13 | Q,    |
| 2    | Sun Taifeng               | China          | 61.99 |       |       | 61.99 | Q     |
| 3    | Darya Pishchalnikova      | Rússia         | 58.76 | 61.88 |       | 61.88 | Q     |
| 4    | Mélina Robert-Michon      | França         | 59.79 | 57.95 | 61.66 | 61.66 | Q     |
| 5    | Yania Ferrales            | Cuba           | 59.96 | X     | 61.48 | 61.48 | q     |
| 6    | Natalya Fokina-Semenova   | Ucrânia        | 61.33 | X     | 59.15 | 61.33 | q     |
| 7    | Olena Antonova            | Ucrânia        | 59.04 | 60.90 | X     | 60.90 | q     |
| 8    | Suzy Powell-Roos          | Estados Unidos | 59.57 | 59.08 | 58.23 | 59.57 |       |
| 9    | Věra Pospíšilová-Cechlová | Chéquia        | 57.56 | 56.97 | X     | 57.56 |       |
| 10   | Elisângela Adriano        | Brasil         | 56.50 | 55.15 | 57.21 | 57.21 |       |
| 11   | Krishna Poonia            | Índia          | 50.52 | 54.38 | 57.17 | 57.17 |       |
| 12   | Nadine Müller             | Alemanha       | 55.98 | 55.09 | X     | 55.98 |       |
| 13   | Beatrice Faumuina         | Nova Zelândia  | X     | 55.75 | X     | 55.75 |       |
| 14   | Yuka Murofushi            | Japão          | 50.76 | 51.79 | 52.76 | 52.76 |       |

### Final
A final ocorreu dia 29 de agosto às 19:45.
| Pos.              | Atleta                  | Nacionalidade | 1     | 2     | 3     | 4     | 5     | 6     | Marca | Notas                |
| ----------------- | ----------------------- | ------------- | ----- | ----- | ----- | ----- | ----- | ----- | ----- | -------------------- |
| Medalha de ouro   | Franka Dietzsch         | Alemanha      | 66,61 | 66,48 | 63,92 | 63,81 | 65,29 | x     | 66.61 |                      |
| Medalha de prata  | Yarelis Barrios         | Cuba          | 63,90 | 61,75 | x     | 62,44 | x     | 57,60 | 63.90 | Recorde pessoal      |
| Medalha de bronze | Nicoleta Grasu          | Roménia       | 59,51 | 59,79 | 63,14 | 61,44 | 63,02 | 63,40 | 63.40 |                      |
| 4                 | Sun Taifeng             | China         | 61,21 | 60,39 | 63,22 | 61,57 | x     | x     | 63.22 |                      |
| 5                 | Olena Antonova          | Ucrânia       | 59,61 | 60,86 | 59,96 | 62,41 | 62,17 | 61,81 | 62.41 | Recorde da temporada |
| 6                 | Joanna Wisniewska       | Polónia       | 61,35 | 59,96 | 60,95 | 59,64 | x     | 60,64 | 61.35 |                      |
| 7                 | Natalya Fokina-Semenova | Ucrânia       | 61,17 | 60,36 | 60,11 | 59,94 | x     | 58,37 | 61.17 |                      |
|                   |                         |               |       |       |       |       |       |       |       |                      |
| 8                 | Ma Xuejun               | China         | x     | 59,37 | 58,96 |       |       |       | 59.37 |                      |
| 9                 | Iryna Yatchenko         | Bielorrússia  | x     | 58,67 | 58,60 |       |       |       | 58.67 |                      |
| 10                | Yania Ferrales          | Cuba          | x     | 58,20 | x     |       |       |       | 58.20 |                      |
| 11                | Mélina Robert-Michon    | França        | x     | 57,81 | x     |       |       |       | 57.81 |                      |

Legenda
| Recorde mundial       | Recorde mundial (World record)               |                       | Recorde africano                      | Recorde africano (African) |                                           | Q | Classificado por posição (Qualified) |
| Recorde do campeonato | Recorde do campeonato (Championship record)  | Recorde da América    | Recorde da América (Americas)         | q                          | Classificado por melhor tempo (Qualified) |   |                                      |
| Melhor marca do ano   | Melhor marca do ano (World leading)          | Recorde asiático      | Recorde asiático (Asian)              | DNS                        | Não largou (Did not start)                |   |                                      |
| Recorde nacional      | Recorde nacional (National record)           | Recorde europeu       | Recorde europeu (European)            | DNF                        | Não terminou (Did not finish)             |   |                                      |
| Recorde pessoal       | Recorde pessoal do atleta (Personal best)    | Recorde da Oceania    | Recorde da Oceania (Oceania)          | DSQ / DQ                   | Desclassificado (Disqualified)            |   |                                      |
| Recorde da temporada  | Recorde da temporada do atleta (Season best) | Recorde sul-americano | Recorde sul-americano (South America) | NM                         | Sem marca (No mark)                       |   |                                      |